# 簸箕梁子乡
簸箕梁子乡，是中华人民共和国四川省凉山彝族自治州雷波县曾经下辖的一个乡。撤销簸箕梁子乡，原簸箕梁子乡所属行政区域为上田坝镇的行政区域。

## 行政区划
簸箕梁子乡撤销前下辖以下地区：
觉普村、阿古依洛村、特口村、依登阿门村、四围山村和三河村。